# Lukafalva község
Lukafalva község (románul: Comuna Gheorghe Doja) község Maros megyében, Romániában. Központja Lukafalva, beosztott falvai Lukailencfalva, Lőrincfalva, Nagyteremi, Teremiújfalu.

## Népessége
A 2011-es népszámlálás adatai alapján a község népessége 2982 fő volt.